# Roumanie au Concours Eurovision de la chanson 2014
La Roumanie a annoncé en 2013 sa participation au Concours Eurovision de la chanson 2014 à Copenhague, au Danemark.
Paula Seling & Ovi, représentant la Roumanie au Concours Eurovision de la chanson, sont annoncés le 1er mars 2014, à la suite de leur victoire lors de la finale nationale Selecția Națională.
Leur chanson est Miracle.

## Processus de sélection: Selecția Națională
| Finale – 1er mars 2014 | Finale – 1er mars 2014            | Finale – 1er mars 2014                 | Finale – 1er mars 2014                                                                               | Finale – 1er mars 2014 | Finale – 1er mars 2014 | Finale – 1er mars 2014 | Finale – 1er mars 2014 | Finale – 1er mars 2014 | Finale – 1er mars 2014 |
| Draw                   | Artiste                           | Chanson (English Translation)          | Music (m) / Lyrics (l)                                                                               | Jury                   | Televote               | Televote               | Total                  | Place                  |                        |
| ---------------------- | --------------------------------- | -------------------------------------- | --- | ---------------------- | ---------------------- | ---------------------- | ---------------------- | ---------------------- | ---------------------- |
| 1                      | Paula Seling & Ovi                | "Miracle"                              | Ovidiu Cernăuțeanu (m/l), Phillip Halloun (m/l), Victor Forberg Skogberg (m/l), Frida Amundsen (m/l) | 12                     | 10                     | 2052                   | 22                     | 1                      |                        |
| 2                      | Bere Gratis                       | "Despre mine și ea" (About me and her) | Marius Bob (m/l), Mihail Georgescu (m/l)                                                             | 8                      | 1                      | 277                    | 9                      | 7                      |                        |
| 3                      | The dAdA                          | "Unpredictable"                        | Mihai Ungureanu (m/l), Marian Bobiceag (m/l), Septimiu Urzică (m), Theodor Nicolae (m)               | 2                      | 3                      | 519                    | 5                      | 9                      |                        |
| 4                      | The Zuralia Orchestra             | "You Know"                             | Aurel Mirea (m/l)                                                                                    | 3                      | 0                      | 215                    | 3                      | 11                     |                        |
| 5                      | Vizi Imre                         | "Kind of Girl"                         | Vizi Imre (m/l)                                                                                      | 10                     | 6                      | 976                    | 16                     | 3                      |                        |
| 6                      | Anca Florescu                     | "Hearts Collide"                       | Gabriel Băruța (m), Alexandra Ivan (l)                                                               | 5                      | 8                      | 1404                   | 13                     | 4                      |                        |
| 7                      | Silvia Dumitrescu                 | "Fiorul iubirii" (The thrill of love)  | Virgil Popescu (m/l)                                                                                 | 0                      | 0                      | 112                    | 0                      | 12                     |                        |
| 8                      | Renée Santana feat. Mike Diamondz | "Letting Go"                           | Mihai Alexandru (m), Alexandra Niculae (l), Mike Diamondz (l)                                        | 6                      | 4                      | 711                    | 10                     | 6                      |                        |
| 9                      | Ștefan Stan feat. TeddyK          | "Breathe"                              | Eduard Cârcotă (m), TeddyK (l)                                                                       | 7                      | 5                      | 774                    | 12                     | 5                      |                        |
| 10                     | Naomy                             | "Dacă tu iubești" (If you love)        | Jimi Laco (m), Rareș Borcea (l)                                                                      | 1                      | 2                      | 366                    | 3                      | 10                     |                        |
| 11                     | Vaida                             | "One More Time"                        | Bogdan Tașcău (m/l), Cristian Dumitrașcu (m/l), Alin Țigănuș (m/l), Alexandra Ivan (m/l)             | 4                      | 12                     | 7508                   | 16                     | 2                      |                        |
| 12                     | Șăl                               | "Hardjock"                             | Marcel Crăciunescu (m/l)                                                                             | 0                      | 7                      | 1321                   | 7                      | 8                      |                        |

## À l'Eurovision
La Roumanie participa à la seconde demi-finale, le 8 mai 2014 et se qualifia pour la finale du 10 mai en atteignant la 2e place, avec 125 points.
Lors de la finale, le pays termina à la 12e place, avec 72 points.